# 33 Polyhymnia
33 Polyhymnia eller 1938 FE är en asteroid upptäckt 28 oktober 1854 av den franske astronomen Jean Chacornac i Paris. Asteroiden har fått sitt namn efter Polyhymnia, en musa inom grekisk mytologi.